# Carlos Barragán (actor)
Carlos Barragán (n. 29 de diciembre de 1977) es un actor, productor y director mexicano nacido en el Distrito Federal, México.

## Biografía
En 1992, ingresa al Centro de Arte y teatro de Emilia Carranza para cursar sus primeros estudios artísticos, dónde se convierte en alumno de un ícono de teatro mexicano, el maestro Antonio González Caballero, quién trascendió en el quehacer teatral mexicano por desarrollar un método de actuación; en ese mismo año debuta en su primer cortometraje "Don Braulio y su familia", también forma parte de la obra de teatro “La Raya” de Alejandro Lícona, con la cual presenta una temporada en la Ciudad de México y realiza una gira por el estado de Michoacán. Antes de finalizar ese año debuta también en televisión, en Tenías que ser tú (telenovela), producida por Carlos Téllez para Televisa.
En 1993 comienza su carrera en el Instituto Andrés Soler de la Asociación Nacional de Actores dónde también es su maestro González Caballero, durante esos tres años y medio de carrera continúa alternando los estudios con el trabajo participando en teatro, televisión y cortometrajes universitarios; al graduarse, en 1995, ya contaba con 15 obras de teatro una de ellas con la Compañía Nacional de Teatro de Bellas Artes bajo la dirección de Gerald Hüllier, y varios cortometrajes, además de dos series de televisión.
En 1996 se integra a la compañía de Karina Dupréz, en la que participó en alrededor de 9 montajes, a la par con otras compañías de teatro y con trabajo en radio y teatro bar. A finales de 1999 viaja a Cuba dónde estudia actuación en la Universidad de Matanzas y además se integra a la compañía Teatro Espectro 11 en la que realiza un montaje con la obra “Trilogía” de Heiner Müller, todo este proceso se realiza en base al método de Eugenio Barba, el cual estudió con este grupo. En 2001 regresa a México y trae al Grupo de teatro para organizar un curso internacional de teatro en la Universidad Iberoamericana campus Santa Fe. En ese año sigue preparándose, tomando cursos tanto en la Universidad Iberoamericana como en la Escuela Artist City y a la vez continúa trabajando en conjunto con la Universidad Nacional Autónoma de México en el montaje “La Hora de Todos” bajo la dirección de Alberto Villareal como parte del homenaje nacional a Juan José Arreola, en el que además de este montaje también se integra a “Arreolario” Serie de lecturas dramatizadas con temporada en la Casa del Lago Juan José Arreola; sigue participando en televisión y en cortometrajes.
En 2002 forma parte de la compañía Producciones Gou, trabajando en espectáculos por toda la república mexicana y países como: Puerto Rico, Panamá, República Dominicana, Guatemala, Honduras, El Salvador, Costa Rica, todo esto a lo largo de 5 años mismos en los que aprovechó los lapsos de transición entre países para seguir haciendo cortometrajes y participar en su primer largometraje en 2004 bajo la dirección de Tufic Maklouf, con las actuaciones de Alberto Estrella, Nuria Bages, Rosa María Bianchi, entre otros. En 2005 hace una pausa con Producciones Gou para ir a Madrid, España donde le ofrecen un contrato para trabajar en “El Laberinto del Fauno” de Guillermo del Toro”, mismo que no se pudo concretar debido a problemas migratorios, por lo que al final de ese año regresa a El Salvador para cumplir un compromiso con producciones Gou; estando ya en México concluye su participación con esta empresa en una gira por toda la República Mexicana, Centroamérica y El Caribe, todo esto durante 2006 y parte de 2007; al finalizar continúa su trabajo en cortometrajes y televisión. A mediados de 2008 se integra a la obra “Cuentos para un Día de Sol” bajo la dirección de Carlos Oroná, en el teatro Wilberto Cantón, con un año en cartelera, y en junio de 2009 estrena la obra “Abracadabra” en el Teatro Wilberto Cantón, bajo la dirección de Alejandro Herrera y con las actuaciones de Bárbara Torres y Daniela Luján. Durante 2009, trabaja en los Simuladores (serie de televisión de México) y también forma parte del elenco de Hermanos y detectives (serie de televisión de México), además de participar en otras telenovelas y obras de teatro. En diciembre de ese año, se presenta en el Teatro de la Ciudad Esperanza Iris con la ópera Pagliacci de Ruggero Leoncavallo, con la Compañía Nacional de Ópera de Bellas Artes.

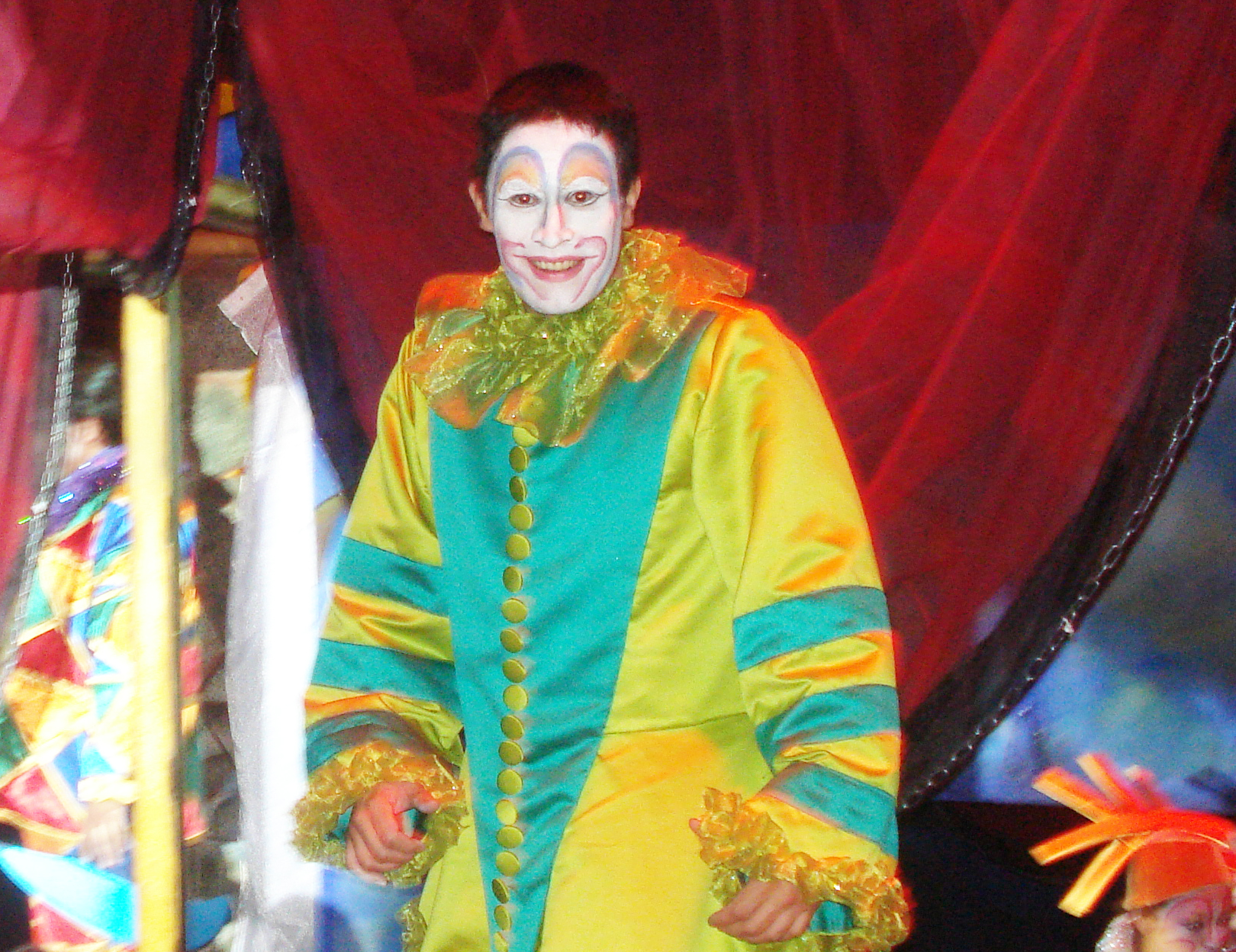
Carlos Barragán en Pagliacci

En 2010 trabaja en la serie de televisión locas de amor (México) al lado de Daniel Giménez Cacho y Cecilia Suárez. También participó en las telenovelas Llena de amor y Cuando me enamoro (telenovela). En diciembre de este año reestrena la ópera Pagliacci, ahora en el Palacio de Bellas Artes. Durante 2011 participa en la película Jaguar, coproducción México/Estados Unidos a cargo de Magic Elevator, dirigida por Jeff Solema. También participa en las telenovelas Amorcito Corazón de la productora Lucero Suárez y en Una familia con suerte del productor Juan Osorio. También participa en la serie de Carmen Armendáriz Cásate conmigo, mi amor.

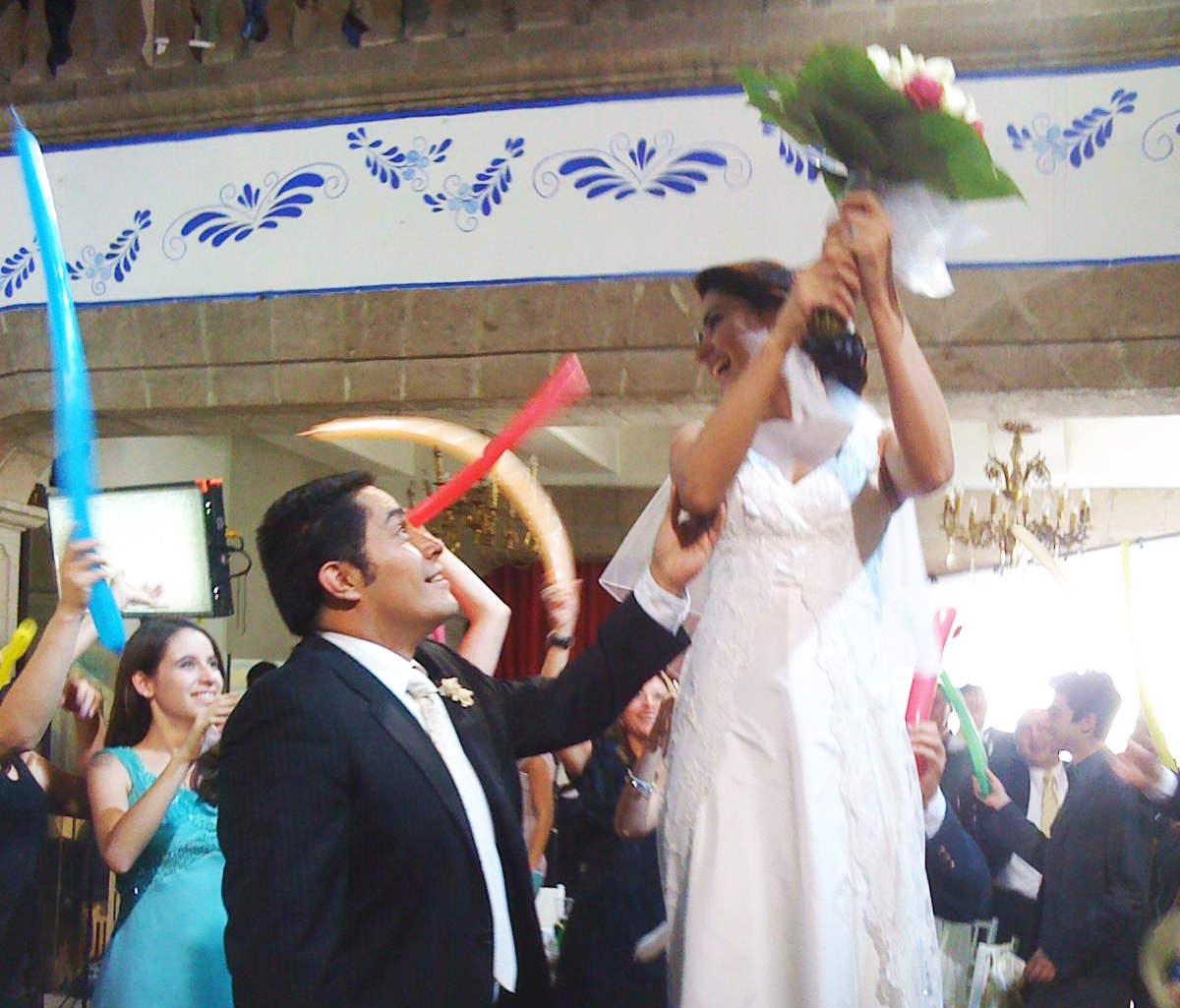
Carlos Barragán en Cásate conmigo, mi amor

En 2012 interpreta a "El Tlapa" en la película 4 Maras al lado de Carmen Salinas. Y participa al lado de Silvia Navarro en la telenovela Amor Bravío del productor Carlos Moreno. Y en el teatro Helénico participa en Panorama desde el puente de Arthur Miller, bajo la dirección del maestro José Solé, producida por Jorge Ortiz de Pinedo, al lado de Mauricio Islas, Lumi Cavazos y Patricio Castillo (actor).

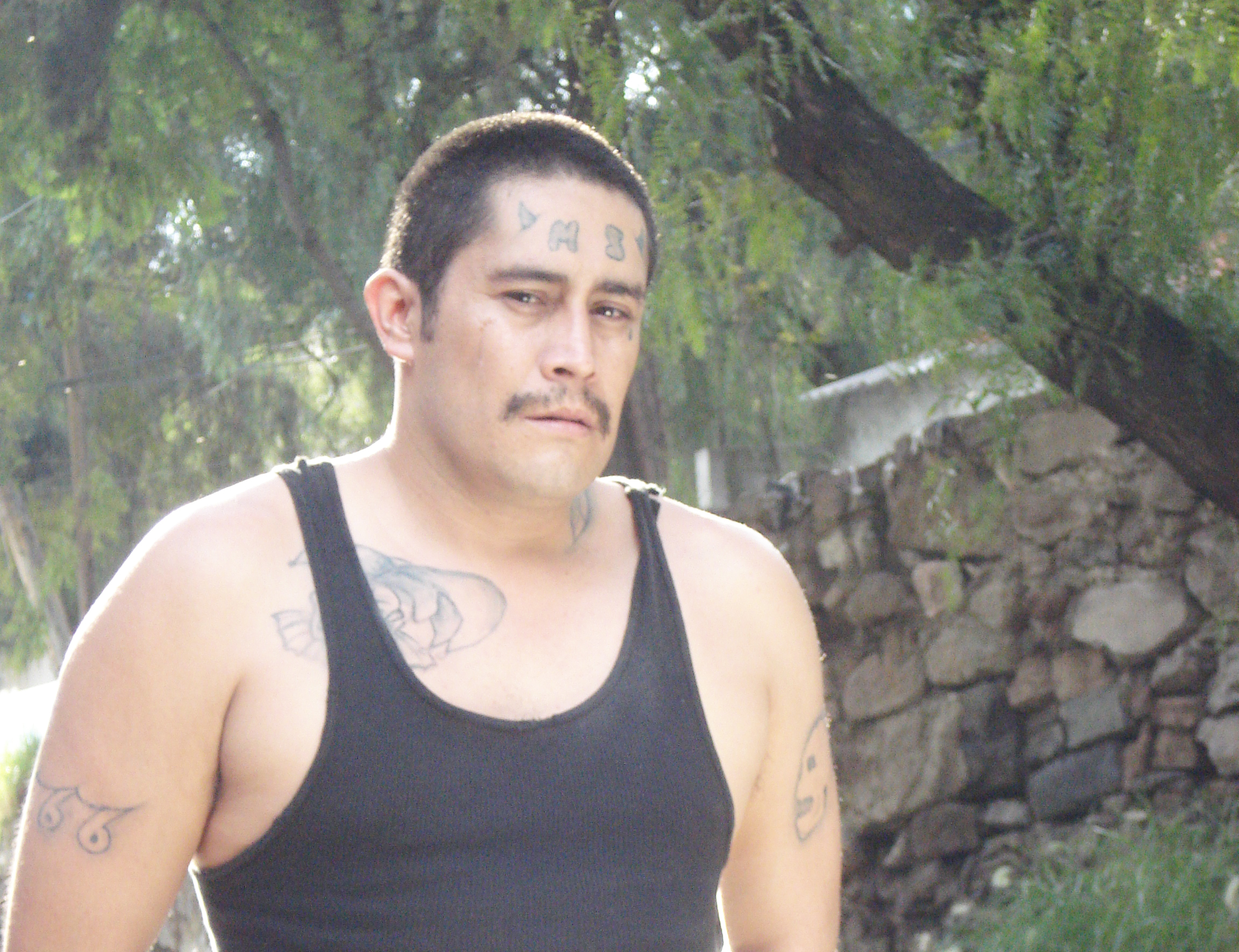
Carlos Barragán en 4 Maras

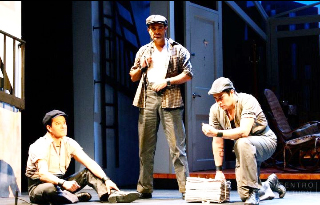
Carlos Barragán en Panorama desde el puente

Durante 2013 filma el largometraje Matar Extraños, coproducción México/Dinamarca, de los directores Nicolás Pereda y Jacob Secher Schulsinger, a lado de Tenoch Huerta, Harold Torres y Gabino Rodríguez. También participa en la serie televisiva Nueva vida, del productor Luis de Llano Macedo, y en las telenovelas Corona de lágrimas (telenovela de 2012), Que bonito amor, Libre para amarte, al lado de Jesús Ochoa y Gloria Trevi; Que pobres tan ricos, al lado de Jaime Camil y Manuel "Flaco" Ibáñez; e interpretó al agente Galindo en la telenovela de Lucero Suárez: De que te quiero, te quiero, al lado de Livia Brito, Juan Diego Covarrubias y el primer actor Aarón Hernán. 

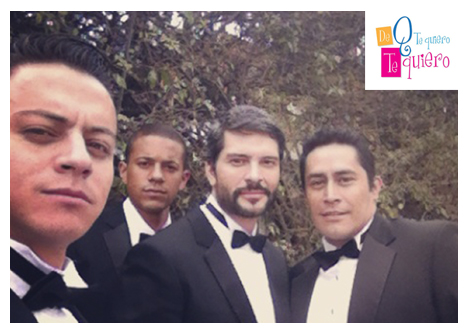
Carlos Barragán en De que te quiero, te quiero

En 2014 participa en la telenovela Lo que la vida me robó, de la productora Angelli Nesma, e interpreta a Patricio en la telenovela del productor José Alberto Castro, La malquerida (telenovela) al lado de Alberto Estrella, Victoria Ruffo, Sabine Moussier, y el primer actor Ignacio López Tarso.

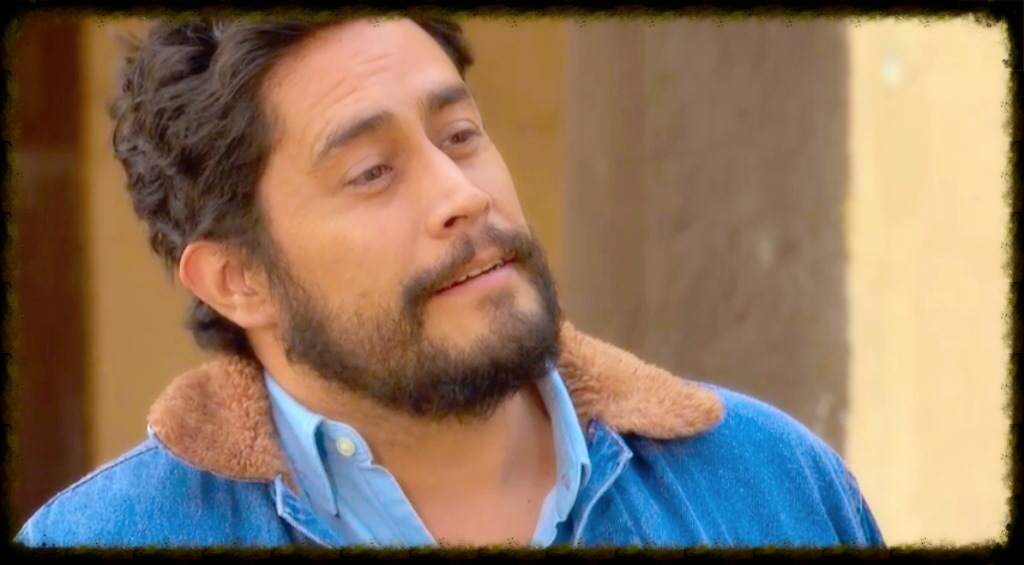
Carlos Barragán en La Malquerida

Desde 2003 hasta la fecha ha producido y dirigido varios cortometrajes y vídeos musicales, en 2006 dirigió un video musical con los Kumbia Kings, para la marca K-Swiss, en 2009 dirige el Making of del video musical "Ten compasión" del cantante cubano Nelson Llompart, y en 2014 produce y dirige el video de la canción "Sofócame" del grupo de Rock/Funk, Prestige.

## Filmografía

### Películas
- 2013 - Matar extraños
- 2013 - Hombres de Paz
- 2013 - Cómo pájaros y abejas
- 2013 - Cacofonía
- 2013 - Eso No
- 2012 - 4 Maras
- 2012 - Jaguar
- 2012 - Tacet
- 2010 - Interkambio
- 2009 - Por la noche
- 2008 - Post Mortem
- 2005 - Stranded Sex
- 2003 - Gimnasio
- 1992 - Don Braulio y su familia

### Series
- 2013 - Nueva vida
- 2013 - La clínica
- 2011 - El shaka
- 2011 - Cásate conmigo, mi amor
- 2010 - Locas de amor
- 2009 - Hermanos y detectives
- 2009 - Los simuladores

### Telenovelas
- 2018 - Por amar sin ley
- 2017 - Señora Acero 4, La Coyote
- 2017 - Enamorándome de Ramón
- 2016 - La candidata
- 2014 - La malquerida
- 2014 - Lo que la vida me robó
- 2013 - Qué pobres tan ricos
- 2013 - Libre para amarte
- 2013 - De que te quiero, te quiero
- 2013 - Qué bonito amor
- 2013 - Corona de lágrimas
- 2012 - Amor bravío
- 2011 - Una familia con suerte
- 2011 - Amorcito corazón
- 2010 - Cuando me enamoro
- 2010 - Llena de amor
- 2008 - En nombre del amor
- 2001 - El juego de la vida
- 1992 - Tenías que ser tú